# Цветной бульвар (Тюмень)
Цветно́й бульва́р — пешеходная развлекательная зона в центре Тюмени, расположенная между улицами Ленина, Первомайской, Орджоникидзе и Герцена.

## История
С 1930-х годов на территории, ранее относившейся к Базарной площади, существовал городской сад, позже переименованный в Центральный парк культуры и отдыха. Рядом был построен стадион «Динамо», а на территории парка — летний кинотеатр, деревянное здание цирка, колесо обозрения и другие аттракционы.
К 60-летию Тюменской области, которое отмечалось в 2004 году, по инициативе губернатора С. С. Собянина парк был полностью перестроен. Стадион был снесён, значительная часть деревьев вырублена. На освободившемся месте были построены цирк, спорткомплекс «Центральный», множество торговых павильонов, а в центре расположился самый большой в городе фонтан «Времена года». Обширная территория замощена плиткой, в разных местах установлены киоски, скульптуры и арт-объекты. Поначалу новый комплекс назывался просто «Пешеходным бульваром», но в 2007 году по результатам народного голосования был переименован в Цветной бульвар.
На территории выделяется пять площадей: Искусств, Фонтанная, Влюблённых, Цирковая и Спортивная.

## Оценки
В ряде источников Цветной бульвар называется одной из главных достопримечательностей современной Тюмени. Комплекс используется для проведения городских праздников и фестивалей; фасадом на него выходит здание городской администрации. В 2008 году Цветной бульвар занял первое место в конкурсе городских достопримечательностей «Чудо Тюмени», где из 30 претендентов выбирались семь «чудес».
С другой стороны, критики отмечают недостаточное озеленение, неудачное зонирование, архитектурный разнобой, избыточную торговую активность, высокие цены на аттракционы и другие проблемы. В 2022 году администрация запретила в центре Тюмени коммерческое катание на лошадях и пони, широко распространённое на Цветном бульваре.